# Paku
Paku is een Austronesische taal van de groep der Zuid-talen, die wordt gesproken in de Zuidoost-Aziatische eilandenstaat Indonesië. Het is de minstgesproken Zuid-taal en heeft geen bekende dialecten of belangrijke taalontwikkeling.

## Taalgebied
Het Paku heeft een zeer klein eivormig taalgebied zonder kustlijn in het zuiden van de provincie Zuid-Kalimantan (d.i. de zuidoostelijke provincie van Kalimantan, het Indonesische deel van Borneo), ten zuiden van de gemeente Ampah. Het grenst aan Ma'anjan- (noorden, zuiden, westen) en Tawoyaanstalige (oosten) gebieden.

## Classificatie
- Austronesische talen (1268)
  - Malayo-Polynesische talen (1248)
    - Baritotalen (27)
      - Oost-talen (18)
        - Centraal-Zuid-talen (5)
          - Zuid-talen (4)
            - Paku

## Verwantschap met andere talen
Het Paku leunt dichter aan bij de Malagasitalen dan bij de Noord-talen.

## Evolutie van het aantal sprekers
- 1981: 20 000
- 2003: 3 500

Het aantal sprekers daalt opzienbarend.

## Verspreiding van de sprekers
- Indonesië: 3 500; 157e gedeelde plaats, 171e gedeelde plaats volgens totaal aantal sprekers

Centrale talen: Dusun Deyah

Zuid-talen: Dusun Malang · Dusun Witu · Ma'anjan · Paku